# ليو ليتل
ليو ليتل (بالإنجليزية: Leo Little)‏ هو لاعب كرة قدم أسترالية أسترالي، ولد في 22 فبراير 1892 في Bacchus Marsh ‏ في أستراليا، وتوفي في 19 نوفمبر 1956 في ملبورن في أستراليا.

## وصلات خارجية
- ليو ليتل على موقع AustralianFootball.com (الإنجليزية)
- ليو ليتل على موقع AFLtables.com (الإنجليزية)